# Chaos;Child
Chaos;Child (яп. カオスチャイルド Каосу Тяйрудо) — японский визуальный роман, созданный компаниями 5pb. и Nitroplus, сиквел игры Chaos;Head, четвёртый в серии Science Adventure.
Версия для Xbox One была выпущена 18 декабря 2014 года. Версии для платформ PlayStation 4, PlayStation 3 и PlayStation Vita были выпущены 25 июня 2015 года. Бесплатная демоверсия «CHAOS;CHILD 404 not found» была доступна в онлайн-магазине PlayStation с 31 марта того же года. 29 декабря было объявлено о начале разработки Windows-версии (дата выхода — 28 апреля 2016) и аниме-адаптации.

## Игровой процесс

Пример сцены с «триггером иллюзий».

Chaos;Child — визуальный роман, сюжет которого разбивается в несколько направлений. При первой игре доступна только одна основная концовка, после достижения её можно достигнуть четыре другие. По завершении пяти концовок игроку открывается возможность прочитать «истинную концовку». Каждая концовка посвящён одному из персонажей и рассказывает их историю.
В игре используется «триггер иллюзий», присутствовавший и в Chaos;Head. В некоторых точках игрок может выбрать, какие иллюзии будет видеть главный герой: положительные (смешные сцены, часто с элементами фансервиса) и отрицательные (жестокие, кровавые сцены), либо игнорировать триггер и оставаться в реальности. Кроме него добавлен «карта-триггер», предлагающий игроку расположить ряд фотографий на карте в определённой последовательности (количество возможных вариантов ограничено, при попытке расположить фото в неправильной последовательности происходит откат и триггер начинается заново). Выборы, сделанные игроком в этих триггерах, влияют на получаемую концовку.

## Сюжет
История разворачивается в Сибуе, в октябре 2015 года, спустя шесть лет после землетрясения, которым окончилась Chaos;Head. Коллективными усилиями район был восстановлен, однако землетрясение оставило серьёзный психологический отпечаток на выживших. Состояние выживших детей-сирот в народе охарактеризовали как «синдром Chaos Child». В центре истории — группа таких детей, в том числе главный герой Такуру Миясиро, ученик старших классов и глава школьного клуба журналистики. В нём же состоят главные героини Сэрика Оноэ и Ноно Курусу. Некоторые из героев обладают особыми способностями, например, одна может точно обнаруживать ложь, другая — использовать пирокинез.

### Терминология
«Безумие Нового Поколения» (New Generation madness, NewGen) — серия загадочных инцидентов, случившихся в Сибуе в 2009 году, часть сюжета Chaos;Head.
«Возрождение Безумия Нового Поколения» — инциденты, которые стали повторяться в те же дни, что и предыдущие:
- «Не смотри на меня»: во время видеотрансляции с горячим заголовком «будущее можно увидеть» человек умирает от потери крови после того, как попытался съесть собственную правую руку.
- «Просочившийся звук»: популярная певица умирает от потери крови из-за колотой раны, когда пела на улице, перед этим засунув микрофон в свой живот.
- «Kaiten DEAD»: над круглой кроватью в любовном отеле был найден повешенный мужчина. В то же время, на рабочем месте упали в обморок полицейский и студентка школы Хэкихо.
- «Смерть с сумоистским приветом»: на школьном празднике в Хэкихо репортёр Ватабэ Томоаки умер после того, как его вырвало множеством стикеров с лицом сумоиста. В животе жертвы осталось большое количество таких стикеров.
- «Умело сгорела»: обнаженная женщина была найдена на столе в собственном доме сгоревшей заживо, в её голове находились шампуры для жарки мяса. В комнате не были найдены улики от преступника и следы горючих веществ.
- «Несуществующая синяя девочка»: в квартале Сибуи, где реконструкция продвигается плохо, был найден расчленённый труп, который разложили в коробку в форме человека.

«Рикиси Си:ру» («Сумоист-стикер») — пугающий стикер, на котором изображено раздвоенное лицо борца сумо.

## Персонажи
Такуру Миясиро (яп. 宮代 拓留 Миясиро Такуру) — протагонист Chaos;Child. Учится в третьем классе старшей школы и является главой клуба журналистики. Шесть лет назад потерял во время землетрясения своих родителей и с тех пор живёт в трейлере, припаркованном в парке Миясита.
Сэйю: Ёсицугу Мацуока
Сэрика Оноэ (яп. 尾上 世莉架 Оноэ Сэрика) — подруга детства главного героя, которая зовёт его Таку. Учится на класс младше, но также состоит в клубе журналистики.
Сэйю: Сумирэ Уэсака
Ноно Курусу (яп. 来栖 乃々 Курусу Ноно) — ученица третьего класса старшей школы и, по совместительству, вице-президент клуба, в котором состоят Такуру и Серика. Так же, как и главный герой, потеряла во время землетрясения своих родителей и жила в одном с ним детском доме.
Сэйю: Сара Эми Бридкатт
Хинаэ Аримура (яп. 有村 雛絵 Аримура Хинаэ) — глава литературного клуба. Как и Серика, учится во втором классе. Современная старшеклассница, которая следит за модой.
Сэйю: Мимори Судзуко
Уки Ямадзоэ (яп. 山添 うき Ямадзоэ Уки) — самая молодая героиня местного состава (14 лет). Спокойная девушка, которая не ладит с различной техникой и мобильными устройствами.
Сэйю: Инори Минасэ
Хана Кадзуки (яп. 香月 華 Кадзуки Хана) — ученица первого класса. Является новенькой в клубе журналистики, и поэтому все считают её младшей сестрёнкой. Не особо общительная и тихая девушка с плохим зрением.
Сэйю: Накая Саяка
Мио Куносато (яп. 久野里 澪 Куносато Мио) — ученица третьего класса старшей школы. Несмотря на то, что повсюду ходит в лабораторном халате, является знатной прогульщицей, редко появляющейся на занятиях.
Сэйю: Риса Танэда
Сэнри Минамисава (яп. 南沢 泉理 Минамисава Сэнри), известна также как Таинственная девушка (яп. 謎の少女 Назо-но сё:дзё) — подруга детства Ноно, которую считали погибшей во время землетрясения.
Синдзи Ито (яп. 伊藤 真二 Ито: Синдзи) — третьегодка. Близкий друг Такуру.
Сэйю: Юки Фудзивара
Масаси Кавахара (яп. 川原 雅司 Кавахара Масаси) — третьегодка, вице-президент школьного совета.
Сэйю: Ацуси Абэ
Сюити Вакуи (яп. 和久井 修一 Вакуи Сю:ити) — куратор журналистского клуба.
Сэйю: Масаюки Като
Gen-сан (яп. ゲンさん Гэн-сан) — бродяга, живущий в том же парке, что и Такуру.
Сэйю: Акихико Исизуми
Такэси Синдзё (яп. 神成 岳志 Синдзё: Такэси) — сибуйский детектив, интересуется «Возрождением NewGen».
Сэйю: Такуя Киримото
Томоаки Ватанабэ (яп. 渡部 友昭 Ватанабэ Томоаки) — репортёр агентства «Charisma».
Сэйю: Цуёси Иноэ
Кацуко Момосэ (яп. 百瀬 克子 Момосэ Кацуко) — глава частного детективного агентства «Freesia». Появляется и в Chaos;Head.
Сэйю: Кудзира

## Выпуск
Chaos;Child изначально планировали выпустить 27 ноября 2014 года для Xbox One, но дата была перенесена, и игра вышла 18 декабря 2014 года. Портированные версии для PlayStation 3, PlayStation 4 и PlayStation Vita выпущены 25 июня 2015; а для Windows — 28 апреля 2016. Было выпущено специальное издание для PlayStation 3, PlayStation 4 и PlayStation Vita, включающее drama CD и подарочную упаковку. Глава 5pb. Тиёмару Сикура объявил о намерении создать эроге, основанное на Chaos;Child и Chaos;Head.

## Продажи и рейтинги
| Иноязычные издания | Иноязычные издания |
| Издание            | Оценка             |
| ------------------ | ------------------ |
| Famitsu            | 31/40              |

Версии для Xbox One и PlayStation 3 не достигали высоких уровней продаж, в отличие от версий для PlayStation Vita и PlayStation 4, были проданы 10,325 и 4,860 копий соответственно, при этом версий для PlayStation Vita стала девятой игрой в рейтинге продаж недели. На следующей неделе версия для PlayStation 4 вышла за пределы рейтингов, тогда как версия для PlayStation Vita стала 17-й в рейтинге, с 2,556 проданными копиями.

## Адаптации

### Манга
Манга-адаптация автора Relucy публикуется Kadokawa в журнале Dengeki G's Magazine, 26 августа 2016 года был выпущен первый том-танкобон. Спин-офф манга CHAOS;CHILD 〜Children's Collapse〜 за авторством Онсина Фуцу начала выпускаться 26 августа 2016 года в октябрьском номере журнала Gekkan Shōnen Sirius.

### Аниме
С января по март 2017 года выходил анимэ-сериал «Chaos;Child». Открывающую композицию Uncontrollable исполнила японская певица Канако Ито, закрывающую композицию с названием Chaos Syndrome — Кономи Судзуки. В июне того же года состоялась премьера анимационного фильма «Chaos;Child: Silent Sky», завершающего сюжет сериала.